# The Buffoons
The Buffoons was een Nederlandse closeharmonygroep uit Twente.

## Ontstaan
The Buffoons zijn ontstaan in 1966 uit The White Rockets. De oorspronkelijke leden waren:
- Hilco ter Heide (zang, compositie)
- Gerard van Tongeren (zang, gitaar)
- Ely van Tongeren (sologitaar, zang)
- Maarten Assink (drums, zang)
- Bob Luiten (basgitaar, zang)
- Benny de Groot (toetsen, zang)

De eerste single uit 1967 Tomorrow is another day/My world fell down (twee nummers van de Engelse The Ivy League) haalde een 8e plaats in de hitparade.
Het jaar 1968 was een topjaar voor de band: It's the end werd nummer 4 in de hitlijsten en ook de singles Sister Theresa's East River Orphanage, Lovely Loretta, en Goodbye my love haalden de Veronica Top 40 en de Parool Top 20. De eerste LP Lookin' Ahead verkocht goed.
In 1969 leek het tij te keren. De groep kwam nog wel in de publiciteit door een bezoek aan John Lennon tijdens diens bed-in met Yoko Ono in het Hilton Hotel in Amsterdam, maar de singles van The Buffoons haalden de hitlijsten niet meer.
De Groot werd vervangen door Jack van Rossum (o.a. voormalig lid van de indorock-groep The Crazy Rockers). Binnen een jaar werden ook Assink en Luiten vervangen. De nieuwe drummer was Boy Brostowsky (ook voormalig lid van The Crazy Rockers) en gitarist Don Biesbroek (die in Pee White & The Magic Strangers had gespeeld) verving Ely van Tongeren die nu basgitarist werd.
In 1973 had de band een grote hit met My girl Donna van Ritchie Valens (nummer 3 in de Top 40 en nummer 4 in de Daverende 30). Ook de twee volgende singles Arizona en Let it be me kwamen in de Top 20. Daarna scoren The Buffoons geen hits meer.
Tijdens een Europese tour van The Beach Boys werd voorgesteld dat The Buffoons voor het voorprogramma zouden zorgen. Dat ging niet door toen men van oordeel was dat The Buffoons het repertoire van The Beach Boys beter zongen dan The Beach Boys zelf.

### Na het succes
In 1979 werd de band opgeheven. Hilco ter Heide stort zich op zijn studie Engels en de overige leden begonnen andere muzikale projecten. Bob Luiten werd exploitant van de oudste seksclub van Twente: Bar 't Oude Haasje, tussen Haaksbergen en Enschede. 
In 1990 besloten de gebroeders Van Tongeren met Henk Bruinewoud en Joop Walkot een band te beginnen onder de naam The New Buffoons. Deze naam werd later gewijzigd in The Buffoons. In 1994 werd Joop Walkot vervangen door Toon Oude Bos. In 1998 sloot Koos Wiekenkamp zich aan bij de band. Toen binnen korte tijd Gerard van Tongeren een hersenbloeding kreeg (2003) en Ely van Tongeren een hartinfarct (2004) leek het einde van de band nabij. Gerard beëindigde zijn muzikale loopbaan, maar Ely besloot in 2006 de draad weer op te pakken. Oud-leden Jack van Rossum, Boy Brostowsky en Don Biesbroek sloten zich bij hem aan. De nieuwe bezetting werd gecompleteerd door Henk Hager (Diesel) en Fokke Openty (uit de Rotterdamse band The Free).
Nadat Jack van Rossum in 2007 de band verliet besloot Ely van Tongeren The Buffoons definitief op te heffen. Er bleef ondertussen wel een band in Twente e.o. optreden onder de naam The Buffoons, maar hierin speelde geen enkel oorspronkelijk Buffoon-lid. Eind 2008 deed Ely van Tongeren met de originele leden Maarten Assink en Hilco ter Heide, aangevuld met Bo Moelker een eenmalig optreden tijdens de openingsweken van het Nationaal Muziekkwartier in Enschede.
In de zomer van 2015 kondigden The Buffoons op hun website aan dat ze op 25 oktober 2015 zouden optreden tijdens Twente Rock met de bezetting Hilco ter Heide, Ely van Tongeren, Maarten Assink, Don Biesbroek en Skip van Rooij, dezelfde formatie als op de single Silver Queen uit 1975, maar zonder Gerard van Tongeren, die na zijn hersenbloeding niet meer kon zingen. Medio september werd aangekondigd dat het optreden door ziekte niet kon doorgaan.
Bob Luiten overleed in april 2024 en werd 79 jaar oud.

## Discografie

### Albums
- 1967 - Lookin' Ahead
- 1969 - In Perfect Harmony
- 1970 - Greatest (Verzamelalbum)
- 1973 - The Best of The Buffoons
- 1974 - The Hitsingles (Verzamelalbum)
- 1985 - Greatest Hits (Verzamelalbum)
- 1989 - Original Hit Recordings and More (Verzamelalbum)
- 1992 - Unforgettable Songs Too
- 1995 - Through Decades
- 1999 - Millennium Proof
- 1999 - The Singles (Verzamelalbum)
- 2004 - Here We Go Again (Verzamelalbum)
- 2014 - Lookin' Ahead / In Perfect Harmony (heruitgave van de eerste 2 albums)
- 2015 - The Golden Years of Dutch Pop Music (A&B Sides) (Verzamelalbum)

### Singles
| Single met eventuele hitnotering(en) in de Nederlandse Top 40         | Datum van verschijnen | Datum van binnenkomst | Hoogste positie | Aantal weken | Opmerkingen                 |
| --------------------------------------------------------------------- | --------------------- | --------------------- | --------------- | ------------ | --------------------------- |
| Tomorrow is another day / My world fell down                          | 1967                  | 14-10-1967            | 8               | 12           | No. 7 in de Parool Top 20   |
| It's the end                                                          | 1967                  | 10-02-1968            | 4               | 11           | No. 5 in de Parool Top 20   |
| Sister Theresa's East River Orphanage / Sunday will never be the same | 1968                  | 18-05-1968            | 15              | 10           | No. 11 in de Parool Top 20  |
| Lovely Loretta                                                        | 1968                  | 14-09-1968            | 13              | 7            | No. 14 in de Parool Top 20  |
| Goodbye my love / I can't go on loving you                            | 1968                  | 30-11-1968            | 19              | 5            | No. 17 in de Parool Top 20  |
| The radio song                                                        | 1969                  | -                     | Tip 3           | -            |                             |
| Catarina baby                                                         | 1969                  | 28-06-1969            | 40              | 1            |                             |
| Were you there                                                        | 1970                  | -                     | Tip 18          | -            | als onderdeel van Package   |
| My world is empty                                                     | 1970                  | -                     | Tip 9           | -            |                             |
| Secret of you and I                                                   | 1972                  | -                     | Tip 13          | -            |                             |
| My girl Donna                                                         | 1973                  | 10-03-1973            | 3               | 10           | No. 4 in de Daverende 30    |
| Arizona                                                               | 1973                  | 14-07-1973            | 15              | 8            | No. 16 in de Single Top 100 |
| Let it be me                                                          | 1973                  | 03-11-1973            | 11              | 6            | No. 10 in de Daverende 30   |
| To know you is to love you                                            | 1974                  | -                     | Tip 17          | -            |                             |
| Silver queen                                                          | 1975                  | -                     | Tip 12          | -            |                             |

### NPO Radio 2 Top 2000
| Nummers met noteringen in de NPO Radio 2 Top 2000 | '99  | '00  | '01  | '02  | '03  | '04  | '05  | '06  | '07  | '08  | '09  | '10  |
| ------------------------------------------------- | ---- | ---- | ---- | ---- | ---- | ---- | ---- | ---- | ---- | ---- | ---- | ---- |
| It's the End                                      | 1493 | 958  | 1803 | 1511 | 1385 | 1514 | 1242 | 1273 | 1375 | 1346 | 1892 | 1927 |
| Tomorrow Is Another Day                           | 1506 | 1122 | 1277 | 957  | 1225 | 1113 | 1189 | 1356 | 1267 | 1222 | 1770 | 1781 |

1. ↑  Een vetgedrukt getal geeft de hoogste notering van een nummer aan.
2. ↑  Deze tabel is bijgewerkt tot en met de laatste editie (2024).